# Guillecrinidae
Guillecrinidae Mironov & Sorokina, 1998 è una famiglia di echinodermi crinoidi dell'ordine Comatulida.

## Tassonomia
Il genere Guillecrinus era stato originariamente considerato un genere relitto della sottoclasse Cladida ma fu successivamente piazzato, assieme al genere Vityazicrinus, nel sottordine Guillecrinina, a sua volta inquadrato all'interno dell'ordine Hyocrinida. In tale classificazione i due generi vevivano considerati come appartenenti a due famiglie distinte (rispettivamente Guillecrinidae e Vityazicrinidae). Successivi studi filogenetici hanno portato all'inquadramento di Guillecrinina come sottordine dei Comatulida, mentre Vityazicrinidae è stata posta in sinonimia con Guillecrinidae.
La famiglia Guillecrinidae comprende pertanto 3 specie in 2 generi:
- Guillecrinus Roux, 1985
  - Guillecrinus neocaledonicus Bourseau et al., 1991
  - Guillecrinus reunionensis Roux, 1985

- Vityazicrinus Mironov & Sorokina, 1998
  - Vityazicrinus petrachenkoi Mironov & Sorokina, 1998